# Harold Smith
Harold Smith (n. 19 februarie 1909, Ontario, California, SUA – d. 5 martie 1958, La Jolla, California, SUA) a fost un săritor în apă ce a reprezentat Statele Unite ale Americii, medaliat olimpic. A participat la 2 ediții ale Jocurilor Olimpice (1928, 1932) în care a câștigat o medalie de aur și o medalie de argint.